# Jacqueline Obradors
Jacqueline Danell Obradors (6 de octubre de 1966) es una actriz estadounidense.

## Biografía
Obradors nació en San Fernando Valley, California, hija de inmigrantes argentinos. Su madre Angie trabajaba en una iglesia, y su padre Albert era dueño de un negocio de limpieza de oficinas. Antes de ser actriz, Jaqueline fue cajera en Hughes Market (ahora Ralphs) en Canoga Park, California. Se la conoce sobre todo por interpretar papeles secundarios en Seis días y siete noches (como Angelica) y en A Man Apart, y por su papel de detective Rita Ortiz en la serie de ABC Policías de Nueva York (2001-2005). También apareció como "Carmen" en Tortilla Soup (2001).
En 2001 puso su voz para el personaje de Audrey en Atlantis: el imperio perdido y en la secuela de 2003, Atlantis: El regreso de Milo.
Apareció en la serie Freddie, protagonizada por Freddie Prinze, Jr., como Sofía, en el papel de su hermana, durante la temporada televisiva 2005-06.
También actuó en un episodio de la sitcom George Lopez, como la hermana de Angie, Gloria.
En 2010, Obradors participó como invitada en el final de la séptima temporada de la serie NCIS interpretando a Paloma Reynosa, hija de Pedro Hernández, un mafioso mexicano que asesinó a la esposa y a la hija de Gibbs por testificar contra él y que fue asesinado por éste.

## Filmografía
- 2014 - The Fluffy Movie - Esther P. Méndez
- 2009 - Anatomy of Hope - Maria Hernández
- 2009 - Crossing Over - Agente especial Phadkar
- 2004 - Unstoppable - Detective Amy Knight
- 2004 - Antidote - Amy
- 2003 - Retaliation - Stacy Vetter
- 2003 - Atlantis: El regreso de Milo
- 2003 - A Man Apart
- 2001 - Tortilla Soup - Carmen Naranjo
- 2001 - Atlantis: el imperio perdido
- 1999 - Deuce Bigalow: Male Gigolo - Elaine Fowler
- 1998 - Six days, seven nights - Angelica
- 1997 - The People -  Dee Ramon
- 1995 - Soldier Boyz
- 1995 - Problem Child 3 - Conchita
- 1995 - Vanishing Son - V
- 1993 - Red Sun Rising - Rita
- 1993 - The Waiter

## Televisión
- 2014 - Bosh - Christina Vega
- 2012 - Young Justice - Alanna
- 2011 - The Glades - Marisol Sánchez
- 2010 - NCIS - Paloma Reynosa
- 2005-2006 - Freddie - Sofia
- 2003-2009 - Cold Case - Dr. Julie Ramierez
- 2002-2007 - George Lopez - Gloria
- 2001-2005 - Policías de Nueva York -  Detective Rita Ortiz
- 2001 -Some of My Best Friends - Michelle
- 2001 - Kate Brasher -  Mary Elizabeth Rodríguez
- 2000 - Battery Park - Elena Ramírez
- 2000-2006  -Strong Medicine - Dolores Rivera
- 1999-2000 - Jesse -  Irma
- 1998 - L.A. Doctors - Autumn
- 1996-1997 - The Burning Zone -  Marion
- 1995-2000 - Sliders -  Carol
- 1995-1996 - Live Shot - Sonya López
- 1995 - Diagnosis Murder -  Anita
- 1993-1996 - The John Larroquette Show - Myra
- 1992-1997 - Renegado -  Teresa Romero
- 1991-1999 - Silk Stockings -  Maria Martine
- 1990-1993 - Parker Lewis nunca pierde
- 1984-1996 - Murder, She Wrote - Patricia Decalde